# 宇城総合病院

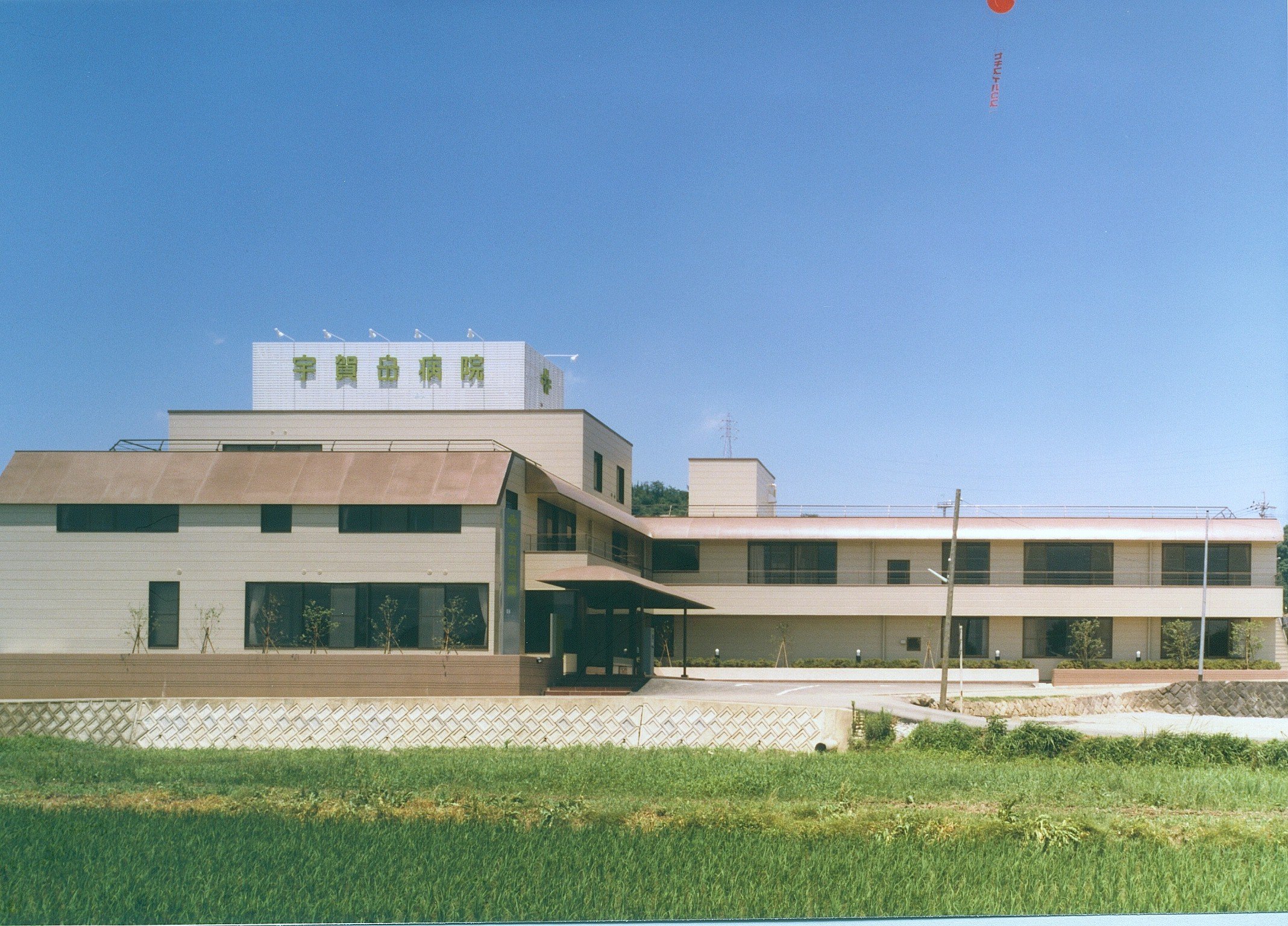
宇賀岳病院（昭和59年開院当初の様子）

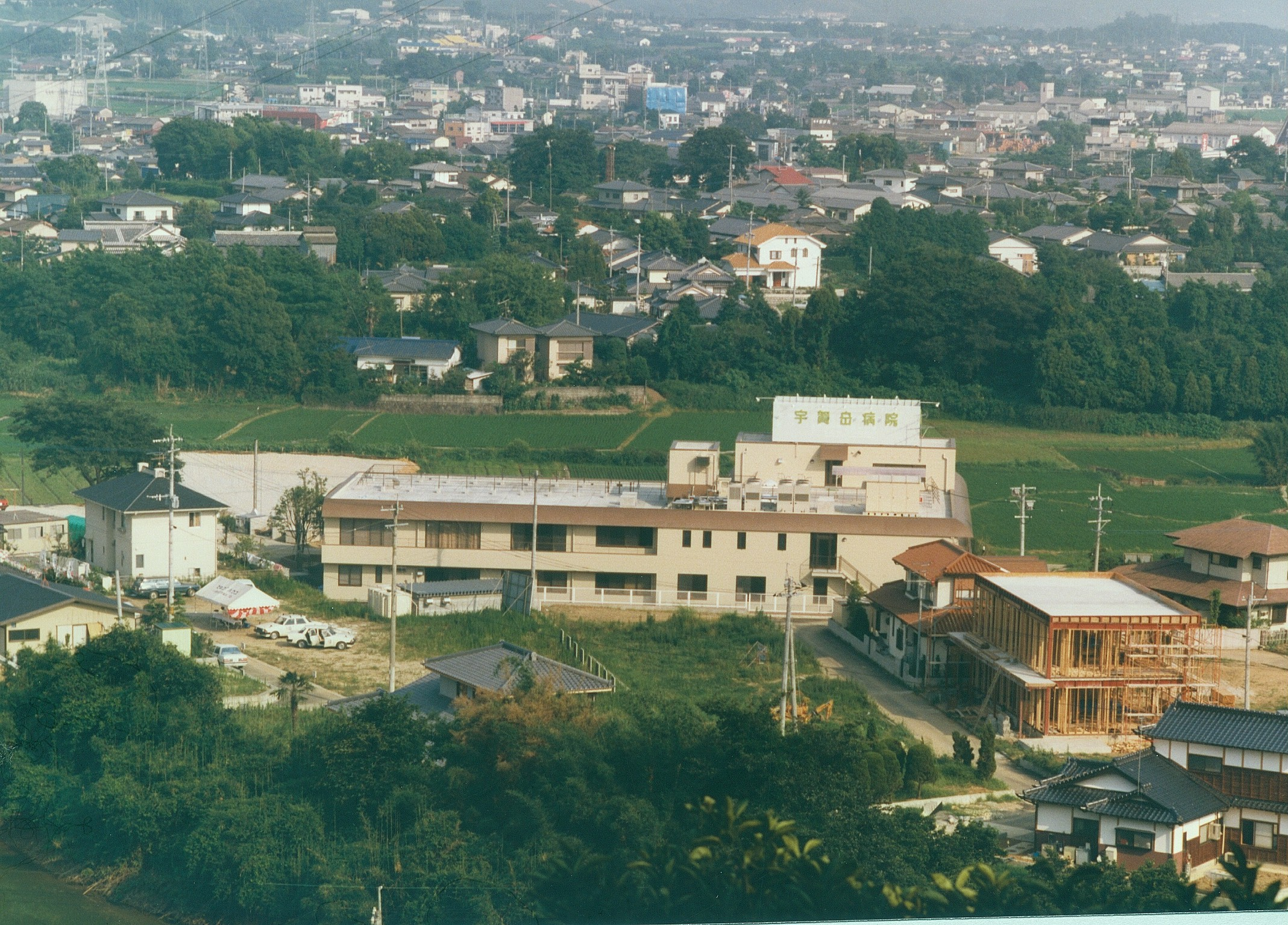
宇賀岳病院（昭和59年開院当初の様子）

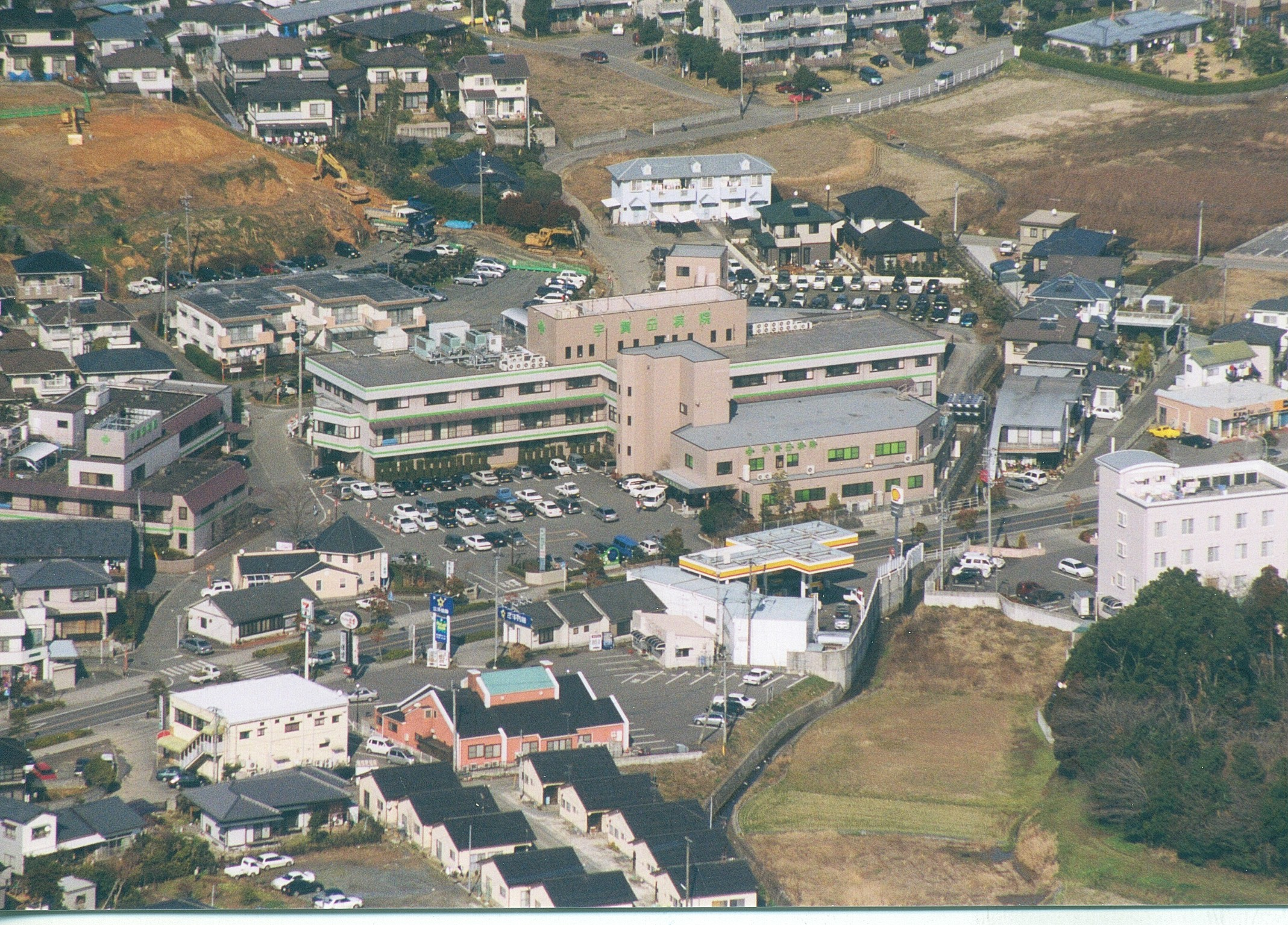
宇賀岳病院　平成10年の様子

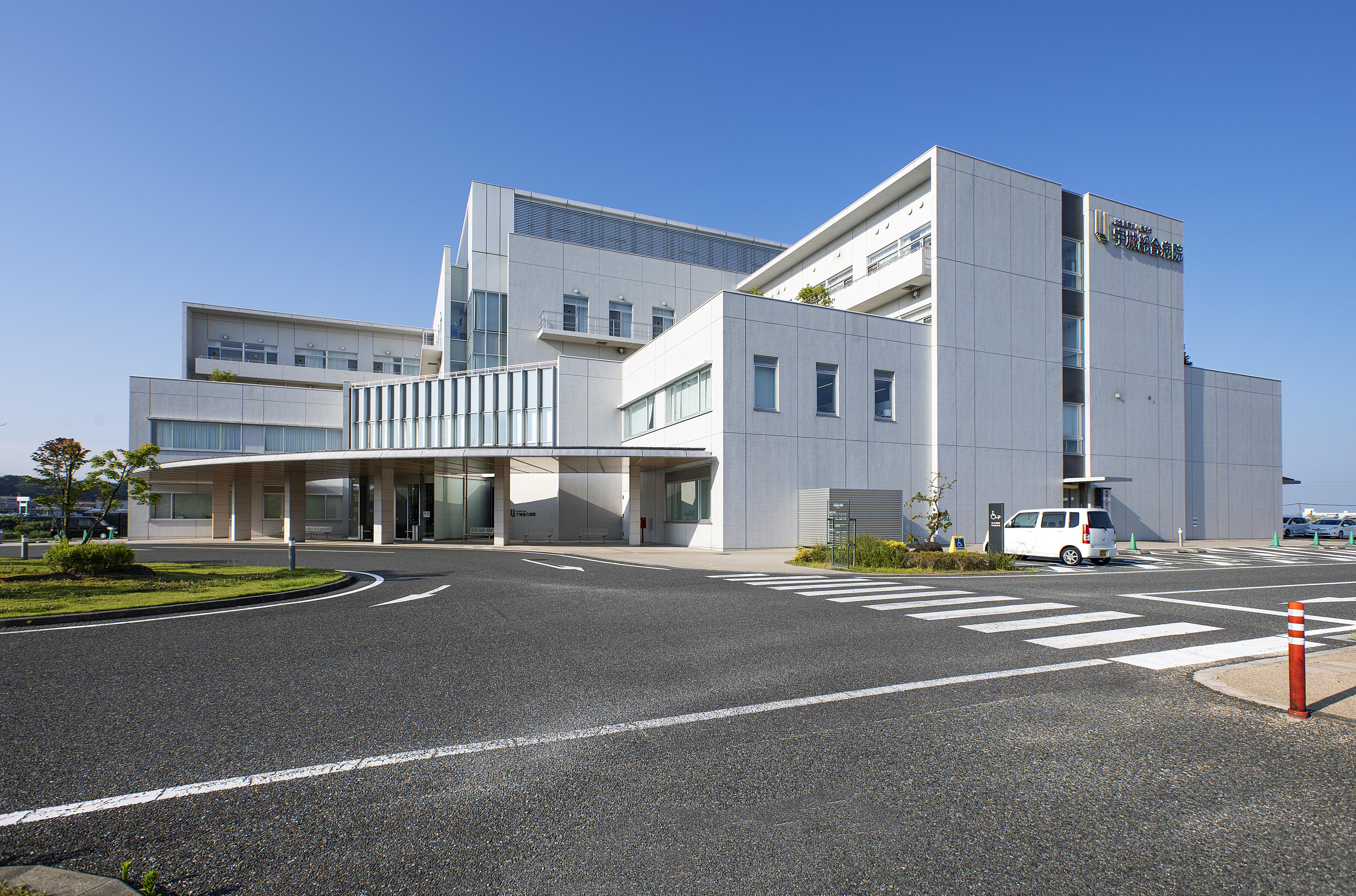
宇城総合病院　2019年

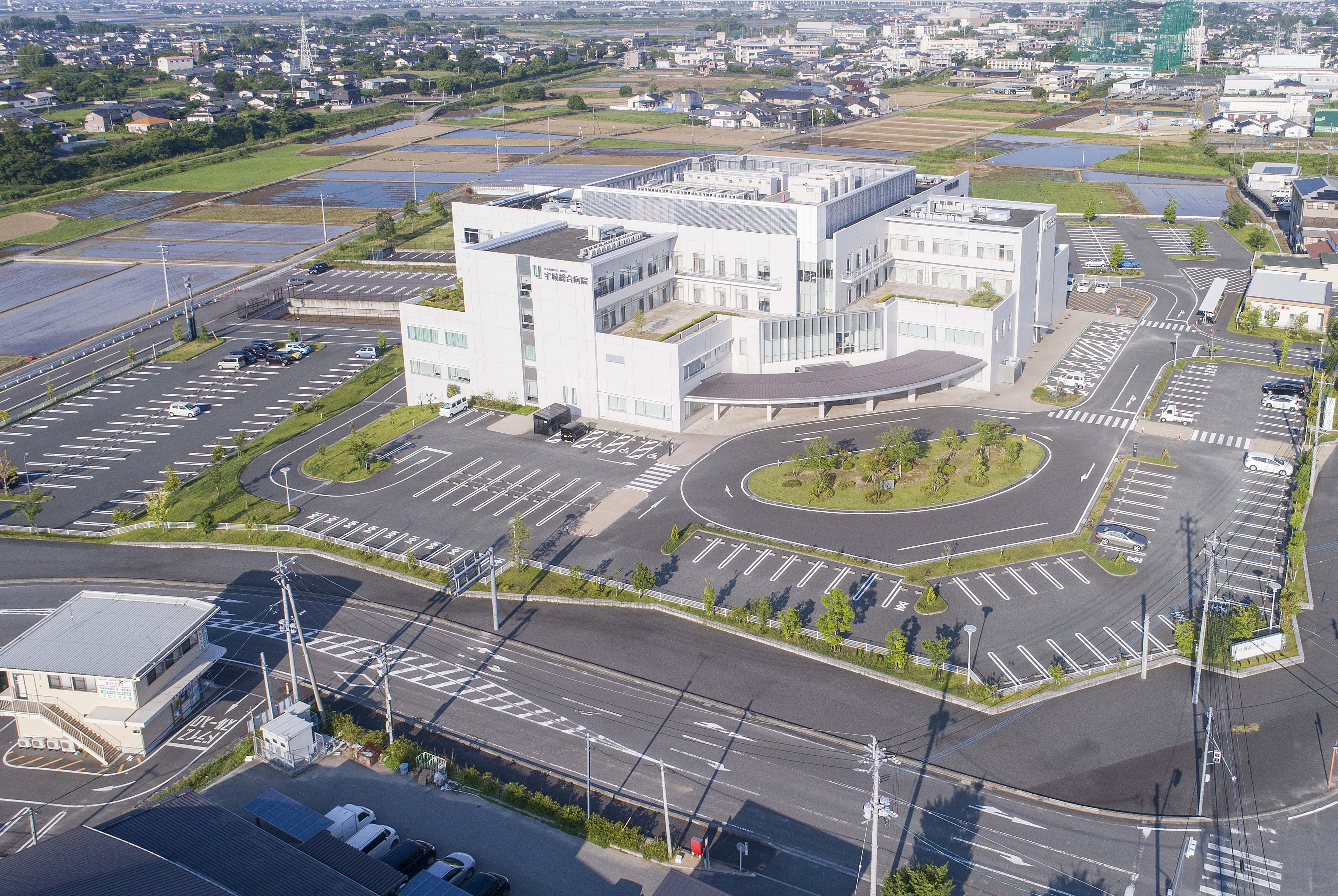
宇城総合病院　2019年現在の様子

宇城総合病院（うきそうごうびょういん）は、社会医療法人黎明会が熊本県宇城市松橋町に設置する病院。熊本県災害拠点病院（地域災害拠点病院）、地域医療支援病院、第二種感染症指定医療機関等に指定されている。

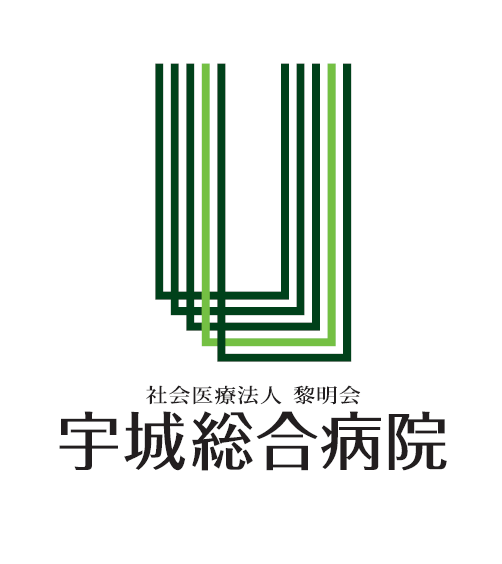
宇城総合病院　ロゴ

## 役割・機能
- 急性期・回復期医
  - プライマリ・ケア(総合医療・救急)
  - 専門医療
  - 回復期リハビリテーション
  - 地域包括ケア
- 公的役割
  - 地域医療支援病院
  - 救急医療機関
  - 災害拠点病院
  - 第二種感染症指定医療機関
  - 共同利用設備(CT･MRI)

## 敷地・面積
- 敷地面積： 29,016.75㎡
- 延べ床面積： 14,552.78㎡

## 理念・基本方針
理念
私たちは医療をとおして地域に貢献します
基本方針
良質で安全な医療を実践します
快適な受療環境を提供します
魅力ある職場をつくります

## 診療科
- 内科
- 呼吸器内科
- 循環器内科
- 糖尿病内科
- 内分泌・代謝内科
- 腎臓内科
- 脳神経内科
- 人工透析内科（腎・透析センター）
- 外科
- 呼吸器外科
- 消化器外科
- 整形外科
- リウマチ科
- リハビリテーション科
- 泌尿器科
- 放射線科
- 麻酔科

## 沿革
- S59.7.1-宇賀岳病院開院（一般病床48床・合計48床許可）
- S59.11.10-救急医療機関[2]として指定
- S60.10.5-医療法人社団[2]黎明会として設立
- S63.11.17-人工腎臓透析室開設許可
- H6.9.14-一般病床197床・合計197床許可
- H11.3.3-災害拠点病院[2]指定
- H14.3.29-第二種感染症指定医療機関[2]指定
- H17.3.28-特定医療法人[2]承認
- H18.4.24-日本医療機能評価機構[2]病院機能評価（Ver.4）認定
- H23.4.24-日本医療機能評価機構[2]病院機能評価（Ver.6）認定
- H23.5.1-社会医療法人[2]認定
- H24.7.2-宇城総合病院新築工事竣工式
- H24.9.29-宇城総合病院へ移転・開院（179床許可）
- H25.4.1-ともち未来病院の事業譲渡を受ける
- H26.5.1-地域包括ケア病棟（50床）開設
- H27.7.30-地域医療支援病院[2]
- H28.4.24-日本医療機能評価機構[2]病院機能評価（3rdG：Ver.1.1）認定
- H30.10.5-熊本県在宅医療サポートセンター[2]指定
- H31.3.27-熊本県地域医療拠点病院[2]指定
- R5.4.1-宇城市民病院の事業譲渡を受ける（現　宇城総合クリニック）
- R5.9.1-紹介受診重点医療機関指定[2]指定

## 外来診療
- 受付時間-平日8：30～12：00(整形外科 ・泌尿器科　8：30～11：30 )
- 診療時間-平日9：00～17：00
- 休診日-土曜・日曜・祝日・年末年始（12/29～1/3）

※救急患者を除く

## 入院診療
一般病床204床
- 西3病棟　一般病床50床（地域包括ケア病棟入院料２）
- 東3病棟　一般病床56床（回復期リハビリテーション[2]病棟入院料１）
- 西4病棟　一般病床48床（急性期一般入院料５　うち、感染症病室4床）
- 東4病棟　一般病床50床（急性期一般入院料５）

## 医療機関の指定・認定
- 保険医療機関[2]
- 労災保険指定医療機関[2]
- 指定自立支援医療機関（更生医療・精神通院医療）[2]
- 身体障害者福祉法指定医の配置されている医療機関[2]
- 生活保護法指定医療機関[2]
- 結核指定医療機関[2]
- 原子爆弾被害者一般疾病医療取扱医療機関[2]
- 感染症指定医療機関（第二種感染症指定医療機関[3]）[2]
- 地域医療支援病院[2]
- 災害拠点病院（地域[4]）[2]
- 臨床研修病院[2]
- DPC対象病院[2]
- 救急告示病院（二次救急）[5]
- 熊本県地域医療拠点病院指定[6]
- 熊本県在宅医療サポートセンター指定[6]
- 日本医学放射線学会画像診断管理認証施設[2]
- 紹介受診重点医療機関指定[6]

- このほか、各種法令による指定・認定病院であるとともに、各学会の認定施設でもある。

## その他
- 環境に配慮した建築物として、熊本県で初めてCASBEE[2]（建築環境総合性能評価システム）でSクラスを取得した。（2012年）
- 病院南側にヘリポートを整備し、平成24年10月から運用している。このヘリポートによって、ドクターヘリ及び行政機関の防災ヘリと警察ヘリの緊急発着に協力している。
- マイナンバーカードの健康保険証利用（マイナ保険証） 参加医療機関である。

## 関連施設
- 美里リハビリテーションクリニック
- 美里リハビリテーション病院介護医療院
- 宇城総合クリニック[2]

## 交通アクセス
- JR鹿児島本線「松橋駅」より九州産交バス「砥用中央行き」バスに乗車、「曲野台団地入口」停留所下車[7]